# Lysipomia gracilis
Lysipomia gracilis är en klockväxtart som först beskrevs av Franz Elfried Wimmer, och fick sitt nu gällande namn av Franz Elfried Wimmer. Lysipomia gracilis ingår i släktet Lysipomia och familjen klockväxter.
Artens utbredningsområde är Peru. Inga underarter finns listade i Catalogue of Life.